# Suture B-Lynch

La suture B-Lynch ou procédure B-Lynch est une forme de suture de compression utilisée en gynécologie. Elle est utilisée pour comprimer mécaniquement un utérus atone souffrant d'une hémorragie de la délivrance sévère. Elle a été développée par Christopher B-Lynch (de son vrai nom Christopher Balogun-Lynch), un chirurgien gynécologue et obstétricien consultant basé à l'hôpital général de Milton Keynes, au Royaume-Uni, né en 1947 en Sierra Leone.
Cette technique a été décrite pour la première fois en 1997,. Elle permet d'arrêter une hémorragie de la délivrance sans avoir besoin de recourir à une opération de chirurgie pelvienne et tout en préservant potentiellement la fertilité de la patiente. Elle est considérée comme « la meilleure approche chirurgicale pour contrôler une hémorragie de la délivrance atonique, car elle aide à préserver l'intégrité anatomique de l'utérus. »
Une suture avec des fils résorbables peut être laissée sur place, et ne générerait pas de problèmes avec les grossesses futures.